# Philip Jalalpoor
Philip Pujan Jalalpoor (* 14. Juni 1993 in Schifferstadt) ist ein deutsch-iranischer Basketballtrainer und ehemaliger -spieler.

## Werdegang

### Spieler
Der aus Schifferstadt stammende Jalalpoor verbrachte die Saison 2009/10 an der Toutle Lake High School im US-Bundesstaat Washington. Nach seiner Rückkehr nach Deutschland spielte er für die BIS Baskets Speyer in der Nachwuchs-Basketball-Bundesliga sowie in der Herren-Regionalliga, ehe er Deutschland 2013 wieder verließ, um seine Laufbahn in Nordamerika fortzusetzen. In der Saison 2013/14 spielte er für die Hochschulmannschaft des Lower Columbia College im US-Bundesstaat Washington. Er wechselte 2014 ans Olds College (Provinz Alberta), dessen Mannschaft am Spielbetrieb der kanadischen Hochschulliga CCAA teilnimmt und blieb dort ein Jahr. Von 2015 bis 2018 weilte Jalalpoor an der University of British Columbia (UBC) in der CIS. Seine besten statistischen Werte für die UBC-Hochschulmannschaft erreichte er in seinem Abschlussspieljahr 2017/18, als er im Durchschnitt 17,7 Punkte sowie 4,9 Rebounds und 3,8 Korbvorlagen je Begegnung erzielte.
Jalalpoor begann seine Laufbahn als Berufsbasketballspieler bei der spanischen Mannschaft C.B. Clavijo in der Stadt Logroño. Für den Drittligisten (LEB Plata) erzielte er in zehn Einsätzen im Durchschnitt 3,4 Punkte je Begegnung und verließ den Verein im Dezember 2018 aus persönlichen Gründen. Ende August 2019 wurde er als Neuzugang des österreichischen Bundesliga-Aufsteigers SKN St. Pölten vermeldet. In der aufgrund der Ausbreitung des Coronavirus SARS-CoV-2 verkürzten Saison 2019/20 war Jalalpoor mit 18,6 Punkten pro Begegnung viertbester Korbschütze sowie mit 6,9 Korbvorlagen je Spiel bester Passgeber der Liga.
Im Sommer 2020 wechselte er zu Medi Bayreuth in die deutsche Basketball-Bundesliga. Er bestritt bis 2022 insgesamt 55 Bundesliga-Spiele für die Oberfranken. Im Spieljahr 2020/21 erreichte Jalalpoor einen Punktedurchschnitt von 2,2 und in der Saison 2021/22 von 4 Punkten je Begegnung. Anschließend wechselte er zu Ungmennafélag Njarðvíkur nach Island, der Wechsel wurde Mitte August 2022 verkündet. Für die Mannschaft lief er in einem Spiel auf, Mitte Oktober 2022 wechselte er innerhalb der Liga zu KR Reykjavík. Mannschaftsübergreifend bestritt Jalalpoor fünf Spiele in isländischen Liga und erzielte im Schnitt 7,6 Punkte je Begegnung. Ab Januar 2023 spielte er wieder in St. Pölten, er erzielte für die Niederösterreicher in 16 Spielen einen Mittelwert von 14,4 Punkten.
Jalalpoor kehrte in der Sommerpause 2023 nach Bayreuth zurück, das in der Saison 2022/23 aus der Bundesliga abgestiegen war. 2024 beendete er seine Spielerlaufbahn, um in Kanada an der University of British Columbia eine Stelle als Assistenztrainer anzutreten.

#### Nationalmannschaft
Jalalpoor war 2021 Mitglied der iranischen Olympiamannschaft bei den Spielen in Tokio. In drei Einsätzen gegen Tschechien (78:84), den späteren Olympiasieger USA (66:120) und Frankreich (62:79) gelang dem Iran kein Sieg. Jalalpoor kam in allen Spielen zum Einsatz, gegen Tschechien erzielte er drei Punkte durch einen Drei-Punkte-Wurf. Das blieb sein einziger Korberfolg während des Turniers.

### Trainer
In der Saison 2024/25 war Jalalpoor an der University of British Columbia Assistenztrainer unter Trainer Kevin Hanson, dessen Spieler er einst gewesen war. Als Hanson sein Amt im Mai 2025 abgab, wurde Jalalpoor sein Nachfolger.